# Fiscalía General del Estado de Tabasco
La Fiscalía General del Estado es uno de los órganos constitucionales autónomos del estado del estado mexicano de Tabasco. Es el encargado de perseguir ante los tribunales los delitos del fuero común y los que son de la jurisdicción de las autoridades del Estado de Tabasco conforme a las reglas de competencia establecidas en el Código Nacional y las leyes aplicables.
Para la realización de sus competencias, la Fiscalía General del Estado es la encargada de iniciar y conducir la investigación de los hechos que las leyes señalan como delito, coordina a la Policía y a los servicios periciales durante la investigación, resuelve sobre el ejercicio de la acción penal en la forma establecida por los ordenamientos aplicables y, en su caso, ordenará las diligencias pertinentes y útiles para demostrar, o no, la existencia del delito y la responsabilidad de quien lo cometió o participó en su comisión. 
Para el ejercicio de sus funciones, solicita las medidas cautelares contra los imputados; busca y presenta las pruebas que acrediten la participación de éstos en los hechos que se les imputan. Procurará que los juicios en materia penal se sigan con toda regularidad para que la impartición de justicia sea pronta y expedita. Participa en el proceso penal, con absoluto apego a los principios rectores, facultades, bases, reglas, lineamientos y formalidades señalados en el Código Nacional, en la Ley Orgánica de la Fiscalía General del Estado de Tabasco y y demás normatividad aplicable.

## Historia
La Fiscalía General del Estado es la sucesora de la Procuraduría General de Justicia del Estado de Tabasco, dependencia del Poder Ejecutivo local que funcionó como Ministerio Público Estatal, bajo las órdenes del Gobernador del Estado.
El 21 de junio de 2014 se crea por el Decreto 117 publicado en el Periódico Oficial del Estado la Fiscalía General del Estado. De acuerdo al artículo octavo transitorio del decreto, la transición de Procuraduría a Fiscalía se haría efectiva el mismo día en que se publicaran las normas secundarias y la Declaratoria expresa del inicio de vigencia de la Fiscalía General del Estado, como órgano constitucional autónomo, que debió expedir el Congreso del Estado, lo cual ocurrió el 13 de diciembre de 2014.
De acuerdo al mismo artículo transitorio, la persona titular de la Procuraduría General de Justicia del Estado de Tabasco que se encontrara en funciones asumiría como fiscal general del Estado, tras rendir protesta ante el Congreso del Estado.
De esta manera, Fernando Valenzuela Pernas, quien fungía como procurador, rindió protesta como fiscal general del Estado, el 15 de diciembre de 2014, para un periodo de 9 años, a partir de cuando fue nombrado procurador, lo cual había ocurrido el 27 de diciembre de 2012, por lo que su periodo debía concluir el 26 de diciembre de 2021. Sin embargo, Valenzuela Pernas renunció al cargo el 14 de diciembre de 2018.
Tras la renuncia del primer Fiscal General del Estado, el vicefiscal de Delitos Comunes, Nicolás Bautista Ovando, fungió como encargado de despacho mientras el Congreso del Estado designaba al nuevo Fiscal.
El 8 de enero de 2019, Jaime Humberto Lastra Bastar, fue designado Fiscal General del Estado por una mayoría de 33 votos de los diputados del Congreso del Estado, de entre una terna integrada junto a Nicolás Bautista Ovando y Elías Germán Arzubide Dagdug.
El actual Fiscal General del Estado es Nicolás Bautista Ovando, quien fue electo el 15 de febrero de 2021 con 32 votos por el Congreso del Estado en una terna también integrada por Elías Germán Arzubide Dagdug, quien obtuvo 2 votos, y Perla del Carmen Macossay Moreno, quien no obtuvo ningún voto.
Bautista Ovando fue designado luego de haber fungido como encargado de despacho tras la licencia temporal hasta por 110 días solicitada por Jaime Humberto Lastra Bastar, a partir del 31 de octubre de 2020. El 1 de febrero de 2021, Lastra Bastar presentó su renuncia definitiva al cargo.

## Funciones
A la Fiscalía General del Estado le corresponde, entre otras atribuciones:
A. En materia de Persecución del Delito:
- Vigilar la observancia de los principios constitucionales en el ámbito de su competencia, sin perjuicio de las facultades que legalmente correspondan a otras autoridades jurisdiccionales o administrativas.
- Conducir y mandar a las Policías en la investigación de los delitos y coordinar los servicios periciales.
- Investigar los delitos y ejercitar acción penal ante los tribunales.
- Desarrollar mecanismos de atención institucionales con perspectiva de género y de protección a grupos vulnerables.
- Ejercitar las acciones legales en materia del Sistema Especializado de Justicia para Adolescentes.
- Asegurar los bienes, instrumentos, objetos o productos del delito, así como aquellos que tengan relación con éste, y disponer de ellos conforme a las reglas y procedimientos que establecen el Código Nacional y la ley correspondiente en el orden local.

B. En materia de Atención a Víctimas u Ofendidos del Delito, a través de programas específicos: 
- Otorgar atención médica y psicológica de urgencia y de acompañamiento a las víctimas u ofendidos del delito.
- Proporcionar orientación y asesoría jurídica a las víctimas y a los ofendidos por delitos, y vigilar que se garantice o se cubra la reparación del daño, de conformidad con las disposiciones legales aplicables.
- Canalizar a las víctimas y a los ofendidos por delitos, a las dependencias y entidades que proporcionen servicios de carácter tutelar, asistencial, preventivo, médico, psicológico y educacional, vigilando su adecuada atención.

C. En materia de Extinción de Dominio:
- Promover la acción de extinción de dominio ante los órganos jurisdiccionales correspondientes, sobre bienes que hayan sido instrumento, objeto o producto del delito o cuando hayan sido destinados a ocultar o mezclar bienes producto de éste; cuando estén siendo utilizados por un tercero, para la realización de los hechos ilícitos a que se refiere la Ley de Extinción de Dominio del Estado de Tabasco, si su dueño tuvo conocimiento de ello y no lo notificó a la autoridad o hizo algo para impedirlo; y en aquellos casos en que los bienes estén titulados a nombre de terceros, pero existan suficientes elementos para determinar que son producto de delitos y el imputado se comporte como dueño respecto de los mismos.

D. En materia de Protección de Personas:
- La Fiscalía es la encargada de garantizar, en los casos urgentes, la protección de los sujetos en situación de riesgo y otorgar, a quienes considere pertinente, las medidas de protección necesarias, con base en los criterios orientadores; sin perjuicio de que pueda solicitar la colaboración de la Secretaría de Seguridad Pública para tal fin, con independencia de las facultades que corresponden a la autoridad judicial, de conformidad con lo establecido en la legislación local correspondiente y en el Código Nacional.

## Organización
La Fiscalía General del Estado está a cargo de un servidor público denominado Fiscal General del Estado quien es el representante y máximo responsable del órgano.
La institución se organiza en:
- Oficina del Fiscal General
- Vicefiscalías
  - Vicefiscalía de Delitos Comunes
  - Vicefiscalía de Derechos Humanos y Atención Integral a Víctimas
  - Vicefiscalía de Delitos de Alto Impacto
- Fiscalías Especializadas
  - Fiscalía Especializada en Delitos Electorales
  - Fiscalía Especializada en Combate a la Corrupción
  - Fiscalía Especializada en la Investigación del Delito de Tortura
- Fiscales del Ministerio Público, encargados de la investigación y la persecución de los delitos
- Policía de Investigación
- Servicios Periciales y de Ciencias Forenses
- Órgano Especializado en Mecanismos Alternativos de Solución de Controversias
- Visitaduría General
- Direcciones Administrativas
- Escuela de la Fiscalía
- Contraloría

## El Fiscal General
El Fiscal General es designado por el Congreso del Estado o, en su defecto, por el Titular del Poder Ejecutivo, por un periodo improrrogable de nueve años, conforme al procedimiento señalado en la Constitución del Estado y la Ley Orgánica de la Fiscalía General del Estado de Tabasco. 

### Designación del Fiscal
Una vez que haya falta absoluta del Fiscal General, el Gobernador del Estado tiene 20 días para integrar una terna de candidatos al cargo, la cual debe enviar al Congreso del Estado. El Congreso, con base en la terna y previa comparecencia de las personas propuestas, designará al Fiscal General con el voto de las dos terceras partes de los miembros presentes, en un plazo no mayor a 10 días. 
Si el Congreso no hace la designación en el plazo, el Gobernador del Estado designará al Fiscal General de entre los candidatos que integren la terna respectiva.

### Remoción del Fiscal
El Fiscal General puede ser removido por el Gobernador del Estado por causas graves. La remoción debe ser ratificada por el voto de la mayoría de los miembros presentes del Congreso del Estado dentro de un plazo de 10 días hábiles; de no ser ratificada expresamente, el Fiscal General será restituido en el ejercicio de sus funciones. Si el Congreso no se pronuncia al respecto, se entiende que no existe objeción. En los recesos del Congreso, la Comisión Permanente debe convocarlo de inmediato a sesiones extraordinarias para la designación o ratificación de la remoción del Fiscal General. 

#### Causas para remoción del Fiscal
El Fiscal General puede ser removido por el Gobernador del Estado, mediante Acuerdo por escrito, por cualquiera de las siguientes causas graves: 
- Si pierde la condición de ciudadano mexicano, en términos de lo señalado por el artículo 37 de la Constitución General
- Si le sobreviene una incapacidad total o permanente que le impida el correcto ejercicio de su cargo, por más de seis meses
- Si durante su desempeño incurre en el incumplimiento de alguno de los requisitos establecidos para su designación
- Si comete violaciones graves a la Constitución General o a la Constitución del Estado.

### Sustitución
Si el Fiscal designado no concluye el periodo para el que fue nombrado, se procede a su sustitución. El Gobernador del Estado enviará una terna al Congreso del Estado y debe precisar si la designación se sujetará únicamente para la conclusión del periodo del Fiscal originalmente designado o sí se le designará por un período de 9 años. 
A la conclusión del período para el cual haya sido designado el Fiscal General, cesará en su ejercicio, sin necesidad de acuerdo alguno; si a esa fecha no existiese nuevo Fiscal designado, suplirá su ausencia el Vicefiscal que señale el Reglamento Interior, en tanto el Congreso del Estado o el Gobernador del Estado, en su caso, realizan la designación correspondiente.

## Fiscales Generales del Estado
| Nombre                       | Inicio de mandato       | Fin de mandato          | Comentarios |
| ---------------------------- | ----------------------- | ----------------------- | --- |
| Fernando Valenzuela Pernas   | 15 de diciembre de 2014 | 14 de diciembre de 2018 | Fue designado como primer Fiscal General del Estado para el periodo del 27 de diciembre de 2012 al 26 de diciembre de 2021, tras ser la persona titular de la Procuraduría General de Justicia del Estado de Tabasco, al momento de la declaratoria de existencia de la Fiscalía General del Estado. |
| Nicolás Bautista Ovando      | 14 de diciembre de 2018 | 8 de enero de 2019      | Encargado de despacho entre la renuncia de Fernando Valenzuela Pernas y la designación del nuevo Fiscal General del Estado. |
| Jaime Humberto Lastra Bastar | 8 de enero de 2019      | 31 de octubre de 2020   | Electo y designado por el Congreso del Estado como Fiscal General para un periodo de 9 años, desde el 8 de enero de 2019 hasta el 7 enero de 2028. |
| Nicolás Bautista Ovando      | 1 de noviembre de 2020  | 15 de febrero de 2021   | Encargado de despacho tras la licencia temporal y luego renuncia definitiva de Jaime Humberto Lastra Bastar. |
| Nicolás Bautista Ovando      | 15 de febrero de 2021   | En el cargo             | Electo y designado por el Congreso del Estado para concluir el periodo por el que fue electo Jaime Humberto Lastra Bastar, que concluye el 7 de enero de 2028. |